# 阿斯帕列戈斯
阿斯帕列戈斯，是西班牙卡斯蒂利亚-莱昂萨莫拉省的一个市镇。 总面积42平方公里，总人口344人（2001年），人口密度8人/平方公里。